# Single Point of Contact
Als Single Point of Contact (SPoC)  wird in einer Organisation eine zentrale (also einzig mögliche) Anlaufstelle für ein bestimmtes Thema, Problem oder eine festgelegte Tätigkeit bezeichnet.
Je nach Kontext gibt es für das Konzept SPoC auch ähnliche Begriffe wie einheitlicher Ansprechpartner (bei Behörden), Key Account Manager (im Vertrieb) oder  Helpdesk (als IT-Hotline). Eine Abgrenzung ist nicht überschneidungsfrei.
In der Informationstechnologie stellt der SPoC innerhalb einer Service-Organisation keinen Prozess, sondern eine Funktion dar und dient laut ITIL als einzige, konsistente Schnittstelle für die Kommunikation mit einem Kunden- oder Geschäftsbereich. Der SPoC eines IT Service Providers (IT-Dienstleisters) wird in ITIL als Service Desk bezeichnet.

## Motivation
Der Zweck eines einheitlichen Ansprechpartners besteht darin, dass
- ein Hilfesuchender sich nicht Gedanken machen muss, welche Person oder Abteilung bei einem Problem zuständig ist,
- Arbeitsabläufe für die zuständigen Personen koordiniert und priorisiert werden können,
- diese Arbeitsabläufe nicht durch direkten Kontakt zu einer hilfesuchenden Person „torpediert“ werden,
- eine möglichst hohe first call resolution rate oder Erstlösungsrate (Erledigung des Anliegens beim ersten Anruf) erreicht wird.